# Jeff Lindsay (forfatter)
Jeff Lindsay (født 14. juli 1952) er et kunstnernavn for den amerikanske forfatter Jeffry P. Freundlich. Lindsay står bag bogserien om seriemorderen Dexter Morgan, en serimorder der specialiserer sig i at slå andre mordere ihjel.